# Dong Dong
Dong Dong (förenklad kinesiska: 董栋; traditionell kinesiska: 董棟; pinyin: Dǒng Dòng), född den 13 april 1989 i Zhengzhou, Kina, är en kinesisk gymnast.
Han tog OS-guld i herrarnas trampolin i samband med de olympiska gymnastiktävlingarna 2012 i London. Han tog även OS-brons i samma gren i samband med de olympiska gymnastiktävlingarna 2008 i Peking. Vid olympiska sommarspelen 2016 i Rio de Janeiro tog Dong en silvermedalj i trampolin.